# Uesslingen-Buch
Uesslingen-Buch (toponimo tedesco) è un comune svizzero di 1 075 abitanti del Canton Turgovia, nel distretto di Frauenfeld.

## Geografia fisica

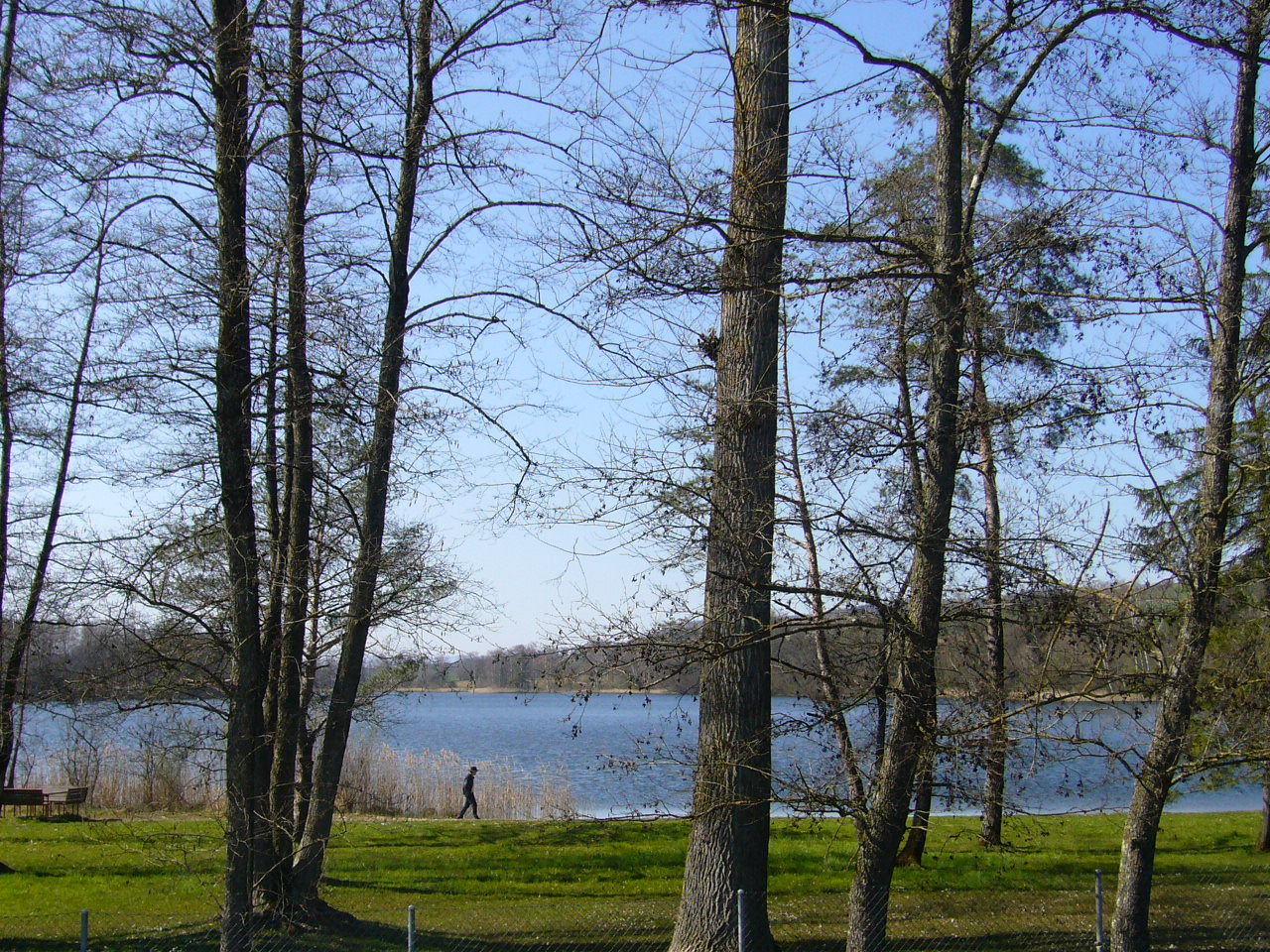
Il lago di Hüttwilen

Nel territorio comunale si trova parte del lago di Hüttwilen.

## Storia
Il comune di Uesslingen-Buch è stato istituito nel 1995 con l'aggregazione di comuni soppressi di Buch bei Frauenfeld e Uesslingen; capoluogo comunale è Uesslingen.

## Società

### Evoluzione demografica
L'evoluzione demografica è riportata nella seguente tabella (fino al 1990 con Warth):
Abitanti censiti

## Geografia antropica

### Frazioni
- Buch bei Frauenfeld[4]
  - Horben
  - Hueb
  - Trüttlikon
- Uesslingen[2]
  - Dietingen
  - Iselisberg
  - Wyden